# آكانيوز
آكانيوز وكالة أنباء كردستانية عراقية مستقلة سياسياً تبث باللغات العربية والكردية بلهجتيها والإنجليزية.
تؤمن آكانيوز بأن الأخبار هي الوسيلة التي تجعل فهم الحياة في هذه الدنيا أمراً ممكناً. وهي العداد الذي يعد كل تطورات الحياة اليومية.
ما زالت مناطق من العالم إلى يومنا هذا لا وكالات أنباء لها ولا سبيل للحصول على أخبار موثوقة منها.
والأقليم النائي الذي هو موطن الكرد لم يكن بمستثنى عن هذه الحقيقة. لكن ها هي آكانيوز تسعى لسد هذه الفجوة.

## التأسيس
تأسست في تشرين الثاني 2008 من قبل مؤسسة آراس للطباعة والنشر وعدد من الصحافيين الكرد المستقلين.
ساهم خبراء وصحافيون ألمان في تأسيس هذه الوكالة: خبراء معهد الصحافة التابع لجامعة دورتموند التقنية، صحافيو الأخبار في الصحف اليومية الألمانية، مؤسسة الإذاعة والتلفزة الألمانية الغربية WDR ووكالة الصحافة الألمانية dpa.
المدير العام للوكالة بدران أحمد حبيب.
لن تجد كردستان على أي من خرائط العالم، إلا أن الكثير من الناس يعلمون بوجود هذا البلد وشعبه. وما زالت أخبار الكرد وكردستان تنقل إلى العالم الخارجي من وجهة نظر الأطراف التي تنكر على الكرد حقوقهم الديمقراطية والقومية. وأغلب الأخبار الكردية في مجالات: السياسة، الاقتصاد، الثقافة والشؤون الاجتماعية إما لايبلغ العالم أو ينقل إليه مشوها.
يحدث هذا في وقت شهدت كردستان وتشهد الكثير من القضايا التي كان ضرورياً وما زال كذلك نشر أخبارها:
- عمليات الإبادة الجماعية للأطفال والنساء والرجال الكرد من قبل قوات نظام صدام حسين، ففي العام 1988 وخلال عمليات الأنفال أبيد نحو مائتي ألف إنسان، وفي حلبجة وحدها ذهب نحو خمسة آلاف إنسان ضحية استخدام السلاح الكيمياوي المحظور دوليا.
- العملية الديمقراطية التي بدأت في العام 1992 والآفاق المتاحة أمامها والمعوقات التي تعترض سبيلها.
- التطورات الداخلية في العراق بعد سقوط نظام صدام والتطور السريع الذي شهده أقليم كردستان.
- الإمكانات الاقتصادية والتغييرات الاجتماعية في أقليم كردستان العراق.
- مسألة كركوك والمناطق الأخرى المتنازع عليها.
- الأوضاع على الحدود التركية ومسألة حزب العمال الكردستاني PKK.
- الدستور العراقي الجديد الذي يضمن حرية الصحافة.
- علاقة الكرد بالعالم.

الديمقراطية في حاجة إلى الإعلام
في السنوات الأخيرة ظهر إلى الوجود في أقليم كردستان العراق الكثير من وسائل الإعلام التي هي بحاجة إلى من يزودها بالأخبار المحلية والعالمية. ومن اليوم فصاعدا ستتلقى هذه القنوات الإعلامية الأخبار الصحيحة الموثوقة من آكانيوز، التي تقوم بالتعاون والاشتراك مع dpa ببيع أخبار كردستان والعراق والعالم إلى الصحف والمجلات والإذاعات وقنوات التلفزة والمؤسسات الاجتماعية والسياسية والاقتصادية.
ستنقل أخبار كردستان عن طريق آكانيوز دون تحريف أو تدليس إلى كافة أصقاع الأرض. وتبث آكانيوز خدماتها بلغات عدة: الكردية (بلهجتيها الشمالية والجنوبية)، العربية، التركية، الفارسية، الإنكليزية وعن طريق dpa ستقوم بنشرها بالألمانية أيضا.
ستفتح آكانيوز بوابات العالم بوجه كردستان وستعمل على أن يعرف العالم هذا الأقليم أكثر فأكثر.